# Врангель, Александр Егорович
Барон Александр Егорович Врангель (23 февраля [7 марта] 1833, Верино, Ямбургский уезд, Санкт-Петербургская губерния, Российская империя — 12 [25] сентября 1915, Дрезден, Германская империя) — русский дипломат, камергер.

## Биография
Старший сын в семье барона Егора Ермолаевича Врангеля (1803—1868) и баронессы Дарьи (Доротея) Александровны, урождённой Рауш фон Траубенберг (1807—1851), которая была троюродной сестрой А. С. Пушкина по линии Ганнибалов. Генерал Пётр Николаевич Врангель приходился ему племянником.
Родился 23 февраля (7 марта) 1833 года в имении Верино близ Нарвы.
В 1853 году закончил Императорский Александровский лицей и поступил на службу в Министерство юстиции, причём отказался от карьеры в столице и поехал добровольно на должность стряпчего по уголовным и гражданским делам в Семипалатинск. Здесь встречался с бывшим в ссылке Ф. М. Достоевским, помогал ему деньгами, хлопотал о присвоении Достоевскому офицерского чина и разрешении вернуться в Центральную Россию; впоследствии написал воспоминания о пребывании Достоевского в Сибири. Достоевский в письме А. Н. Майкову писал о нём:

…человек очень молодой, с прекрасными качествами души и сердца, приехавший в Сибирь прямо из лицея с великодушной мечтой узнать край, быть полезным и т. д. Он служил в Семипалатинске; мы с ним сошлись, и я полюбил его очень… Дам Вам два слова о его характере: чрезвычайно много доброты, никаких особенных убеждений, благородство сердца, есть ум, — но сердце слабое, нежное, хотя наружность с 1-го взгляда имеет некоторый вид недоступности.
Также он дружил с сосланными поляками, познакомился и долго переписывался с декабристами И. И. Пущиным, М. И. Муравьёвым-Апостолом, Н. В. Басаргиным, И. А. Анненковым, П. Н. Свистуновым и др. Совершил ряд поездок с естественнонаучными целями — в Алтайские горы, на озеро Иссык-Куль, посетил уральские заводы.
После возвращения в Санкт-Петербург в 1857 году поступил на дипломатическую службу. В 1858—1859 годах он участвовал в подготовке Айгунского договора с Китаем; затем служил в различных консульствах и посольствах: секретарь генерального консульства в Молдавии и Валахии (1862—1863), младший секретарь миссии в Дании (1863—1866), генеральный консул в Данциге (1879—1897), министр-резидент (1897—1898), а затем посланник в Саксонии и Брауншвейге (1898—1906). Скончался 12 (25) сентября 1915 года в Дрездене и был похоронен рядом с матерью на местном Лютеранском кладбище Св. Троицы.
С 30 апреля 1861 года был женат на дочери тайного советника Н. Ф. Шафгаузен-Шёнберг-Эк-Шауфуса, Анне Николаевне (1839—1921). Первые их дети родились в Бухаресте — дочь Ольга (в 1862) и сын Георгий (1863—1917); в Копенгагене родилась (умершая младенцем) вторая дочь, Екатерина (13.10.1865—1867). И только сын Николай (1869—1927) родился в России.